# High Shoals
High Shoals és una població dels Estats Units a l'estat de Carolina del Nord. Segons el cens del 2000 tenia 729 habitants.

## Demografia
Segons el cens del 2000, High Shoals tenia 729 habitants, 284 habitatges i 214 famílies. La densitat de població era de 157,2 habitants per km².
Dels 284 habitatges en un 38,7% hi vivien nens de menys de 18 anys, en un 51,8% hi vivien parelles casades, en un 19% dones solteres, i en un 24,6% no eren unitats familiars. En el 21,5% dels habitatges hi vivien persones soles el 8,5% de les quals corresponia a persones de 65 anys o més que vivien soles. El nombre mitjà de persones vivint en cada habitatge era de 2,57 i el nombre mitjà de persones que vivien en cada família era de 2,96.
Per edats la població es repartia de la següent manera: un 29,2% tenia menys de 18 anys, un 8,9% entre 18 i 24, un 34,6% entre 25 i 44, un 17,7% de 45 a 60 i un 9,6% 65 anys o més.
L'edat mediana era de 31 anys. Per cada 100 dones de 18 o més anys hi havia 96,9 homes.
La renda mediana per habitatge era de 33.906 $ i la renda mediana per família de 36.429 $. Els homes tenien una renda mediana de 31.711 $ mentre que les dones 20.833 $. La renda per capita de la població era de 14.881 $. Entorn del 15,5% de les famílies i el 17,5% de la població estaven per davall del llindar de pobresa.

## Poblacions més properes
El següent diagrama mostra les poblacions més properes.